# Rick Parfitt

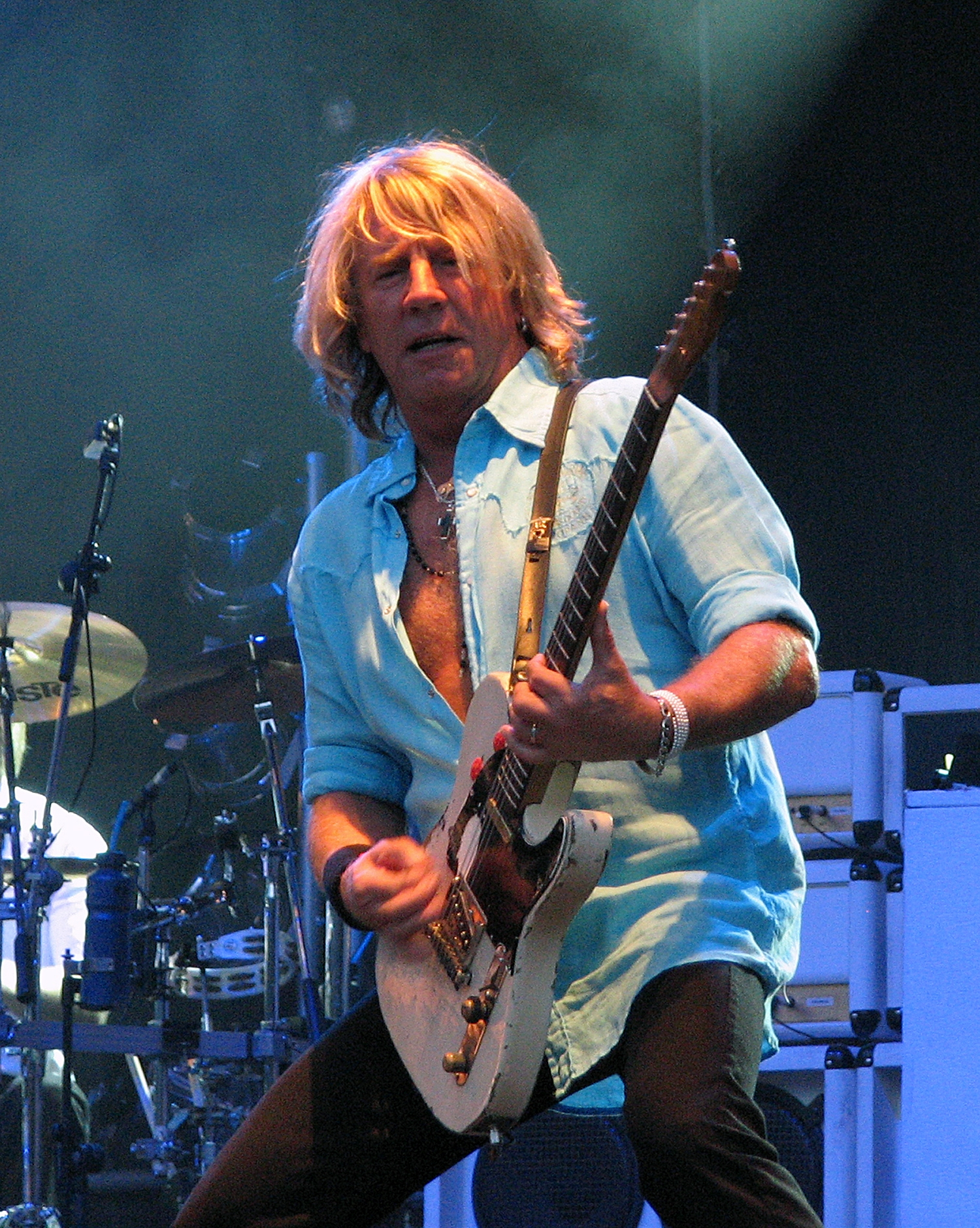
Rick Parfitt (2007)

Richard John Parfitt OBE (* 12. Oktober 1948 in Woking; † 24. Dezember 2016 in Marbella, Spanien) war ein britischer Musiker. Er war Sänger, Gitarrist und Songwriter der Rockgruppe Status Quo.

## Leben
Parfitt wurde 1948 in Woking in der Grafschaft Surrey südwestlich von London geboren. Während seiner Schulausbildung entdeckte er sein musikalisches Talent. Er lernte zunächst Klavier und später auch Gitarre spielen. Früh zeigte sich sein Geschick, sich vor Publikum zu präsentieren. Er gewann einige Talentwettbewerbe und gründete, zusammen mit den Zwillingsschwestern Gloria und Jean Harrison, als Ricky Harrison die Gruppe The Highlights.
Er arbeitete auch einige Zeit als Betreuer und Animator in englischen Feriencamps, bevor er entdeckt und regelmäßig für kleinere Veranstaltungen gebucht wurde. 1965 lernte er Francis Rossi kennen und beide freundeten sich an. 1967 schloss sich Parfitt Rossis Band Traffic Jam an, die aus den Spectres hervorgegangen war. Um Verwechslungen mit der Band Traffic zu vermeiden, nannte man sich fortan Status Quo. Rossi und Parfitt galten als Kern der Band. Rick Parfitt spielte, ebenso wie Rossi, hauptsächlich auf einer Fender Telecaster.
1980 starb Parfitts Tochter, als sie im Alter von zwei Jahren im häuslichen Swimmingpool ertrank. Der Verlust stürzte ihn in eine tiefe Krise: In den folgenden Jahren ging seine erste Ehe mit Marietta Böker-Parfitt in die Brüche, und er hatte Probleme mit Alkohol und Drogen. Nach der Reunion von Status Quo im Jahre 1986 besserte sich sein Gesundheitszustand zeitweise. Ein zwischenzeitliches Soloprojekt scheiterte kurz vor der Veröffentlichung. Sporadisch war er als Gastmusiker bei verschiedenen Projekten zu hören. Er war Teilhaber eines Porsche-Autohauses in London und sammelte hochpreisige Autos.

1995 verursachte Parfitt unter Einfluss von Alkohol und Drogen mit seinem Porsche einen Verkehrsunfall. 1997 erhielt er einen vierfachen Bypass am Herzen. Unmittelbar nach seiner Genesung folgten wieder Liveauftritte. 

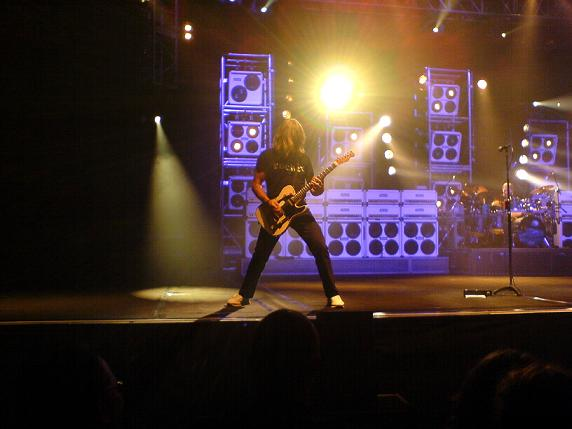
Rick Parfitt (2005)

Im Dezember 2005 wurde bei Parfitt eine Kehlkopferkrankung diagnostiziert. Es wurden alle Termine der damals laufenden Status-Quo-Tournee abgesagt. Ab April 2006 ging er wieder auf Tour, jedoch zunächst mit Einschränkungen bei seiner Stimme. Ende 2011 und Anfang 2012 musste sich Parfitt erneut ins Krankenhaus begeben, um sich einen Stent setzen zu lassen. Auch im Sommer 2014 wurde er nach Herzproblemen behandelt.
2008 erschien unter dem Titel Rick Parfitt’s Rhythm Method ein Gitarrenkurs auf DVD. Ein Jahr später brachte er gemeinsam mit dem australischen Künstler Rolf Harris die Single Christmas in the Sun auf den Markt. Im Dezember 2009 wurde Parfitt mit dem Order of the British Empire ausgezeichnet, und zwar als Officer (OBE).
Im Juni 2016 brach Parfitt nach einem Konzert in Antalya in einem Hotel nach einem erneuten Herzinfarkt zusammen und wurde nach erfolgreicher Reanimation in ein türkisches Krankenhaus gebracht. Im September 2016 gab das Management von Status Quo bekannt, dass Parfitt mindestens bis zum Jahresende 2016 keine Auftritte absolvieren könne. Eine mögliche Rückkehr auf die Bühne wurde bewusst offen gelassen (Zitat: „Rick may well have performed his last show with Quo“). Die seit Oktober 2016 laufende Abschlusstournee The Last Night of the Electrics fand auf Parfitts Wunsch dennoch statt. Er wurde durch den irischen Gitarristen Richie Malone ersetzt. Bei einigen Shows während des Sommers hatte Freddie Edwards ihn vertreten, der Sohn des Bassisten John „Rhino“ Edwards.
Parfitt lebte mit seiner dritten Frau in Marbella in Spanien. Er hat drei Söhne, die 1975, 1988 und 2008 geboren wurden und von denen der Sohn Rick jun. ebenfalls Musiker wurde, sowie eine Tochter (* 2008).
Im Dezember 2016 verletzte er sich bei einem Sturz die Schulter. Weil es nach einer Operation zu Komplikationen kam, wurde er am 22. Dezember 2016 in ein Krankenhaus in Marbella eingeliefert. Dort starb er am 24. Dezember 2016 an den Folgen einer Infektion.

## Musiker
In einigen Songs spielte Parfitt Sologitarre oder Keyboards und sang die Leadstimme. Im März 2018 erschien posthum Parfitts Solo-Album Over and Out, an dem er nach seinem Herzinfarkt im Sommer 2016 zu arbeiten begonnen hatte. John David und Wayne Morris waren an der Entstehung des Albums beteiligt, Parfitt spielte die Gesangs- und Gitarrenparts ein, aber er starb, bevor er die Gelegenheit hatte, das Album zu produzieren. 
Gastmusiker, die halfen, das Album fertigzustellen, waren unter anderem Brian May von Queen, Chris Wolstenholme von Muse, der frühere Status-Quo-Bassist Alan Lancaster und der aktuelle Bassist John „Rhino“ Edwards. Das Album stieg in der ersten Woche der Veröffentlichung auf Platz 4 in die britischen und auf Platz 10 in die deutschen Albumcharts ein.

## Equipment/Technische Ausstattung
Die Gitarrenanlagen von Rick Parfitt und Francis Rossi waren sehr ähnlich, auch Parfitt spielte hauptsächlich eine Fender Telecaster (65er Modell). Diese befand sich im Originalzustand. Damit er sich bei seinem harten Spiel nicht am rechten Handgelenk („Schlaghand“) verletzte, wurde lediglich die Brücke gegen ein Produkt von Badass ausgetauscht. Seinem harten Anschlag entsprechend war das Instrument mit extrem dicken Saiten bespannt. An weiteren Gitarren benutzte er eine Gibson SG, die auf den Grundakkord E gestimmt ist. Wie Rossi benutzte er mehrere offen gestimmte Gitarren („open tuning“) kombiniert mit einem Kapodaster. Bei Tourneen benutzte er wie Rossi live bis zu 18 Gitarren. So kamen unter anderem eine 81er Žemaitis (im Song Forty Five Hundred Times), eine Schecter, eine Giffin und eine Chet-Atkins-Akustikgitarre für den Song Gerdundula zum Einsatz. Für die Medleys benutzte Parfitt eine Fender Esquire.
Wie Rossi spielte Parfitt über zwei Marshall-Boxen, angesteuert von einem Marshall-Verstärker JCM 800 Lead Series oder einem JCM 900. Als Effekt benutzte er ebenfalls ein Roland GP8, programmiert waren drei unterschiedliche Chorus/Flange und drei Overdrive-Einstellungen. Auch bei ihm war ein Vox AC30 hinter den Marshalls versteckt und dem Sound beigesteuert.

## Veröffentlichungen
- Rick Parfitt, Francis Rossi und Mick Wall: Die Status Quo Autobiografie. Hannibal Verlag, Höfen 2011, ISBN 978-3-85445-365-9 (Originalausgabe: XS All Areas: The Status Quo Autobiograhpy).
- Francis Rossi, Rick Parfitt: Just For The Record. Bantam Press, September 1994, gebunden. ISBN 0-593-03546-1.
- Francis Rossi, Rick Parfitt, Mick Wall: Status Quo. XS All Areas. Sidgwick & Jackson, September 2004, gebunden. ISBN 0-283-07375-6 (Taschenbuch: Macmillan Publishers Ltd, August 2005, Paperback, ISBN 0-330-41962-5).
- Francis Rossi, Rick Parfitt, Bob Young: „Status Quo“: The Official 40th Anniversary Edition. Cassell Illustrated, Oktober 2006, gebunden. ISBN 978-1-84403-562-5.